# Axe (gorgone)
Pour les articles homonymes, voir Axe.
L'axe est le squelette interne et semi-rigide chez les gorgonacea et les pennatulacea.

## Description anatomique
Elle est généralement composée de collagène. Cependant, chez les antipatharia (corail noir), les axes sont faits de différentes protéines et de chitine.
Dans certains groupes, les axes peuvent être minéralisés, généralement avec du calcite de magnésium (comme les sclérites), mais le plus souvent, les axes sont alors en aragonite; des minéralisations en hydroxyapatite amorphe peuvent aussi être rencontrées chez certains squelettes axiaux,,,.
L'axe est entouré du fourreau et est notamment composé d'un cœur, d'un cortex et d'un épithélium.

Coenenchyme des gorgonacea et pennatulacea.